# Klein Kreutz/Saaringen
Klein Kreutz/Saaringen ist ein Ortsteil der kreisfreien Stadt Brandenburg an der Havel im Land Brandenburg. Er besteht aus den Wohnplätzen Klein Kreutz und Saaringen.
Der Ortsteil liegt nordöstlich der Kernstadt Brandenburg an der Havel. Am südlichen Rand fließt die Havel, nördlich verläuft die Landesstraße L 91 und südlich die B 1. Südwestlich erstreckt sich das rund 796 ha große Naturschutzgebiet Mittlere Havel. Saaringen sowie Klein Kreutz lagen an der Bahnstrecke Röthehof–Brandenburg Krakauer Tor.

## Geschichte
Klein Kreutz und Saaringen waren bis zum 6. Dezember 1993 eigenständige Gemeinden im damaligen Landkreis Brandenburg. Im Zuge der brandenburgischen Gebietsreform wurden beide Orte nach Brandenburg an der Havel eingemeindet und aus verwaltungstechnischen Gründen zum Ortsteil Klein Kreutz/Saaringen zusammengeschlossen.

## Sehenswürdigkeiten
- In der Liste der Baudenkmale in Brandenburg an der Havel (Eingemeindete Orte) sind für Klein Kreutz fünf Baudenkmale aufgeführt.
- In der Liste der Baudenkmale in Brandenburg an der Havel (Eingemeindete Orte) sind für Saaringen vier Baudenkmale aufgeführt.